# Hapei (inslagkrater)
Hapei is een inslagkrater op de planeet Venus. Hapei werd in 1997 genoemd naar Hapei, een Cheyenne meisjesnaam (Oklahoma).
De krater heeft een diameter van 4,2 kilometer en bevindt zich in het quadrangle Atalanta Planitia (V-4).